# Boy in Static

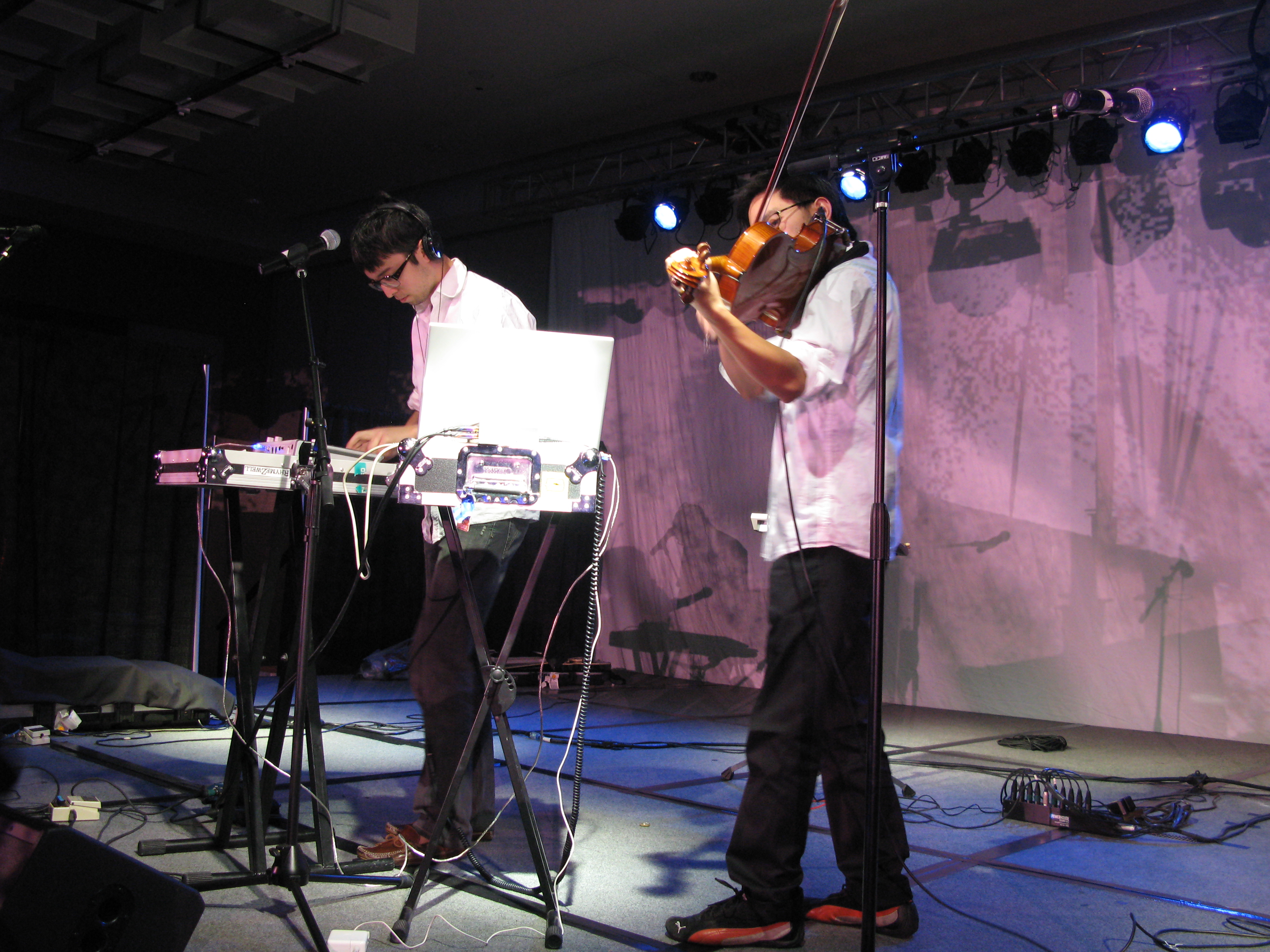
Boy in Static

Boy in Static, artistnamn för Alexander Chen, är en musiker och singer-songwriter från Boston. Musiken kan beskrivas som elektronisk shoegaze och på albumet Violet används över 15 olika instrument för att få fram en mäktig ljudbild.

## Diskografi
- 2005 – Newborn
- 2007 – Violet
- 2009 – Candy Cigarette